# طوابع الإيرادات في عدن

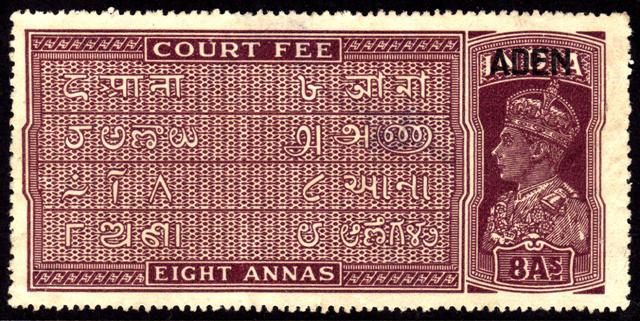
ختم رسوم المحكمة الهندية لعام 1937 مطبوع للاستخدام في عدن.

كانت عدن مستعمرة بريطانية من 19 يناير1839م حتى 30 نوفمبر 1967، وأصبحت عاصمة جمهورية اليمن الجنوبية، استخدمت المستعمرة عدن طوابع الايرادات الصادرة عن الهند البريطانية من سنة 1937 الى سنة 1945، بعدها اصدرت طوابع خاصة بها.

## رسوم المحكمة
كانت المجموعة الأولى من طوابع رسوم محكمة عدن عبارة عن طوابع الملك جورج الخامس الهندية المطبوعة عليها. تم تسجيل قيمتين فقط، 8a و1r، ولكن من المحتمل أن يكون هناك المزيد. تم طباعة طوابع الملك جورج السادس بالمثل، وتم إصدار ثلاثة عشر قيمة تتراوح من 2a إلى 20r.

## كاتب العدل
كانت طوابع رسوم محكمة عدن الأولى عبارة عن طوابع مستعارة، وهي عبارة عن طوابع توثيقية هندية من النوع الثاني للملكين جورج الخامس والسادس، مع طبع "ADEN" فوق الختم في الجزء العلوي. تم إصدار طابعين فقط، قيمتهما 8a و1r.

## ربح
كانت المجموعة الأولى من طوابع إيرادات عدن عبارة عن طوابع هندية من نوع مفتاح للملك جورج الخامس، مع نقش "ADEN REVENUE" على القدم. تم إصدار هذه الطوابع بقيم من 2a إلى 10r. حوالي عام 1945، تم إصدار مجموعة مماثلة ولكن مع صورة الملك جورج السادس وبقيم تتراوح بين 50 ريالاً.

## أنظر أيضا
- الطوابع البريدية وتاريخ بريد عدن